# Ussurdacnusa acuminata
Ussurdacnusa acuminata är en stekelart som beskrevs av Vladimir Ivanovich Tobias 1998. Ussurdacnusa acuminata ingår i släktet Ussurdacnusa och familjen bracksteklar. Inga underarter finns listade i Catalogue of Life.